# Eduardo Herrera
Eduardo Herrera Aguirre (Ciudad de México, 25 de julio de 1988) es un exfutbolista profesional de nacionalidad mexicana. Jugaba como delantero y fue internacional con su selección. Su último equipo fue Venados Fútbol Club de Yucatán de la Liga de Expansión MX de México.

## Trayectoria

### Club Universidad Nacional
Se formó en las fuerzas básicas del Club Universidad Nacional, desde el 2007 Pasó al primer equipo , el 2011 tuvo actuaciones alternas con Pumas Morelos de la Primera División A, en donde anotó 20 goles en 89 partidos, y en Pumas Naucalpan de la Segunda División de México con quienes jugó 27 partidos, consiguiendo 11 goles. En abril de 2009, sufrió una lesión en la espalda que lo marginó de las canchas por seis meses.
Su primer partido internacional fue el 9 de octubre de 2008, contra Luis Ángel Firpo en El Salvador, entró al minuto 73 por Martín Bravo.
Lo debutó Guillermo Vázquez con el Club Universidad Nacional el 24 de julio de 2011 en el torneo Apertura 2011. Entró de cambio por Juan Carlos Cacho en el minuto 30 contra San Luis Fútbol Club, en el Estadio Olímpico Universitario. Anotó su primer gol en contra del Club de Fútbol Monterrey en un partido disputado el 3 de agosto de 2011. Su primer gol internacional lo consiguió ante el FC Dallas el 21 de septiembre de 2011.

### Club Santos Laguna
El 5 de junio del 2013, pasa al Club Santos Laguna en calidad de préstamo con opción a compra. Anotó su primer gol con el equipo el 6 de agosto de 2013 en un partido de la Copa México contra el Club Zacatepec.

### Club Universidad Nacional (Segunda Etapa)
Para el Apertura 2014 regresó a Pumas, donde tuvo una buena campaña en lo individual, al anotar 14 goles en la campaña regular y 1 más en la liguilla por el título, donde Pumas fue eliminado por el Club América en cuartos de final. En la Copa MX, anotó 6 goles, aunque Pumas quedó eliminado en fase de grupos.
En el Apertura 2015 terminó junto a Pumas como líder general, ya en la final, casi remonta el marcador de 3-0 en la ida por parte de Tigres, en el partido de vuelta en el Olímpico Universitario anotó un gol casi al final del primer tiempo y al minuto 89' fue expulsado después de empujar a Antonio Briseño cuando el intentaba sacar el balón del área chica, Pumas ganó el partido de vuelta 4-1 pero perdió 4-2 en penales

### Tiburones Rojos de Veracruz
El 14 de diciembre del 2016 se convierte en nuevo refuerzo de los Tiburones Rojos de Veracruz de cara al Clausura 2017.

### Rangers F.C.
Eduardo Herrera llegó a Europa y sumó sus primeros minutos como jugador de Rangers, luego de que entrara de cambio en el partido de vuelta contra FC Progrès Niedercorn de Luxemburgo, en la primera fase de clasificación de la Europa League.
Anotó su primer gol el 27 de agosto contra el Ross County al minuto 89. Dicho partido terminó con victoria 3-1.
Se estrenó en la Copa de la Liga de Escocia entrando de cambio y anotando el tercer gol de su equipo en la victoria sobre el Partick Thistle F.C. en los cuartos de final de la copa y también colaboró con una asistencia.

### Club Santos Laguna (Segunda Etapa)
El 18 de julio de 2018, al ya no entrar en planes del nuevo técnico del Rangers, fue puesto como transferible y fue oficializado su regreso al Club Santos Laguna en calidad de Préstamo por 1 año.

### Club Necaxa
Se integra al club para el torneo Clausura 2019, anotando su primer gol en torneo de Copa después de 21 meses de sequía en México, con tan solo 3 minutos jugados en el partido.

### Venados de Yucatán
Inició labores con el club para el torneo Grita México Apertura 2021, jugando liguilla de esa misma temporada pero siendo eliminados en la primera ronda. Anunció su retirada el 23 de mayo del 2022, después del torneo Grita México Clausura 2022, siendo Venados su último equipó profesional.

## Selección nacional
Actualmente ha jugado 9 partidos con la selección nacional y anotó 3 goles.
Partidos
| México | México   | México |
| Año    | Partidos | Goles  |
| ------ | -------- | ------ |
| 2015   | 8        | 3      |
| 2016   | 1        | 0      |
| Total  | 9        | 3      |

### Participaciones en fases finales
| Copa              | Sede  | Resultado    |
| ----------------- | ----- | ------------ |
| Copa América 2015 | Chile | Primera fase |

#### Goles internacionales
| Gol | Fecha               | Sede                                         | Oponente  | Marcador | Resultado | Competición |
| --- | ------------------- | -------------------------------------------- | --------- | -------- | --------- | ----------- |
| 1.  | 31 de marzo de 2015 | Arrowhead Stadium, Kansas, Estados Unidos    | Paraguay  | 1–0      | 1–0       | Amistoso    |
| 2.  | 30 de mayo de 2015  | Estadio Víctor Manuel Reyna, Chiapas, México | Guatemala | 2–0      | 3–0       | Amistoso    |
| 3.  | 30 de mayo de 2015  | Estadio Víctor Manuel Reyna, Chiapas, México | Guatemala | 3–0      | 3–0       | Amistoso    |

## Estadísticas

### Clubes
Actualizado al último partido jugado el 25 de agosto de 2019.
| Pumas Morelos · México |               |               |     |    |    |    |    |     |      |      |      |
| 2.ª | 2007-08       | 18            | 6   | -  | -  | -  | -  | 18  | 6    | 0.33 |      |
| 2.ª | 2008-09       | 28            | 4   | -  | -  | -  | -  | 28  | 4    | 0.14 |      |
| 2.ª | 2009-10       | 16            | 4   | -  | -  | -  | -  | 16  | 4    | 0.25 |      |
| 2.ª | 2010-11       | 27            | 6   | -  | -  | -  | -  | 27  | 6    | 0.22 |      |
| Total club | Total club    | 89            | 20  | -  | -  | -  | -  | 89  | 20   | 0.22 |      |
| U.N.A.M. · México |               |               |     |    |    |    |    |     |      |      |      |
| 1.ª | 2008-09       | 0             | 0   | -  | -  | 2  | 0  | 2   | 0    | 0    |      |
| 1.ª | 2011-12       | 32            | 5   | -  | -  | 9  | 4  | 41  | 9    | 0.22 |      |
| 1.ª | 2012-13       | 32            | 5   | 9  | 3  | -  | -  | 41  | 8    | 0.2  |      |
| 1.ª | 2014-15       | 23            | 14  | 5  | 5  | 4  | 0  | 32  | 18   | 0.5  |      |
| 1.ª | 2015-16       | 34            | 15  | -  | -  | 8  | 2  | 42  | 17   | 0.4  |      |
| 1.ª | 2016          | 16            | 1   | -  | -  | 4  | 3  | 20  | 4    | 0.2  |      |
| Total club | Total club    | 137           | 40  | 14 | 8  | 27 | 9  | 178 | 57   | 0.32 |      |
| C. Santos Laguna · México |               |               |     |    |    |    |    |     |      |      |      |
| 1.ª |               |               |     |    |    |    |    |     |      |      |      |
| 2013-14 | 23            | 4             | 5   | 2  | 4  | 0  | 32 | 6   | 0.19 |      |      |
| 2018 | 6             | 0             | 4   | 0  | -  | -  | 10 | 0   | 0    |      |      |
| Total club | Total club    | 29            | 4   | 9  | 2  | 4  | 0  | 42  | 6    | 0.14 |      |
| C.D. Veracruz · México |               |               |     |    |    |    |    |     |      |      |      |
| 1.ª |               |               |     |    |    |    |    |     |      |      |      |
| 2017 | 13            | 3             | -   | -  | -  | -  | 13 | 3   | 0.23 |      |      |
| Total club | Total club    | 13            | 3   | -  | -  | -  | -  | 13  | 3    | 0.23 |      |
| Rangers F.C. Escocia |               |               |     |    |    |    |    |     |      |      |      |
| 1.ª |               |               |     |    |    |    |    |     |      |      |      |
| 2017-18 | 19            | 1             | 4   | 1  | 1  | 0  | 24 | 2   | 0.08 |      |      |
| Total club | Total club    | 19            | 1   | 4  | 1  | 1  | 0  | 24  | 2    | 0.08 |      |
| Necaxa · México |               |               |     |    |    |    |    |     |      |      |      |
| 1.ª |               |               |     |    |    |    |    |     |      |      |      |
| 2019 | 14            | 3             | 2   | 2  | -  | -  | 16 | 5   | 0.31 |      |      |
| 2019 | 18            | 2             | 5   | 2  | -  | -  | 23 | 4   | 0.17 |      |      |
| Total club | Total club    | 32            | 5   | 7  | 4  | -  | -  | 39  | 9    | 0.24 |      |
| Total carrera | Total carrera | Total carrera | 319 | 73 | 34 | 15 | 32 | 9   | 385  | 97   | 0.25 |
| (1)Incluye datos de la Copa México, Copa de Escocia y Copa de la Liga de Escocia (2)Incluye datos de la Concacaf Liga de Campeones (2008-09, 2011-12), Copa Libertadores de América (2014) y Europa League |               |               |     |    |    |    |    |     |      |      |      |